# Camarines Norte
Koordinaten: 14° 10′ N, 122° 45′ O
Camarines Norte ist eine Provinz der Philippinen auf der Insel Luzon in der Bicol-Region.
Der Hauptsitz der Provinzregierung befindet sich in der Ortschaft Daet.

## Geographie
Die Provinz Camarines Norte befindet sich an der nördlichen Küste der Bicol-Halbinsel und nimmt hier den oberen Teil einer Ausbuchtung in Form eines Halbkreises ein, mit dem sich die Landzunge in den Pazifik erstreckt. Die weitausladende Bucht von Lamon formt im Westen der Provinz einen Meeresarm des Pazifischen Ozeans und die San-Miguel-Bucht bildet einen weiteren an ihrer Ostgrenze. Im Süden grenzt Camarines Norte an die Provinzen Quezon und Camarines Sur.
Die Topographie der Provinz wird im Landesinneren durch Hügellandschaften und Gebirgsketten charakterisiert, deren höchste Erhebung der 1.544 Meter hohe Vulkan Labo ist, um den das Naturschutzgebiet Abasig-Matogdon Mananap Natural Biotic Area eingerichtet wurde. An dieses Gebirge schließen sich die fruchtbaren Ebenen des Tieflandes entlang der Küstenlinien an, in dem der Bicol Natural Park liegt.
Zum Provinzgebiet gehören zudem verschiedene Inseln, wie die Inselgruppe Calagua und die Mercedes-Inselgruppe. Die Provinz hat eine Gesamtfläche von 2.200 km². Dies entspricht 12,4 % der Fläche der Bicol-Halbinsel.

## Demographie und Sprache
Camarines Norte hat laut der Volkszählung aus dem Jahr 2007 eine Einwohnerzahl von 458.840 Menschen, womit sie die 37. Stelle der bevölkerungsreichsten Provinzen des Landes einnimmt. Die Bevölkerungsdichte liegt bei 209 Einwohnern pro km², womit ihr in dieser Statistik der 37. Platz zusteht.
Prinzipiell herrschen in dieser Provinz zwei wesentliche Sprachen vor. Die eine ist mit einem Anteil von 60 % der Bevölkerung Tagalog im Westen der Provinz, während 38,17 % der Einwohner Bikolano vor allem im Osten der Provinz verwenden. Die übrigen 1,83 % verteilen sich auf Minderheitensprachen, wie Cebuano, Ilokano, Ibanag, Pangasinan, Wáray-Wáray, Maguindanao, Maranao, Binisaya, Binukid, Chinesisch und Englisch.

## Wirtschaft
Die vier wichtigsten Produktions- und Fabrikationsindustrien sind Juwelierwaren, die Anfertigung von Geschenkartikeln, Spielsachen bzw. Haushaltswaren sowie die Ananas- und die Kokosnussindustrie.
Die Provinz verfügt über einen internationalen Seehafen in der Ortschaft Osmeña, einem Barangay der Gemeinde Jose Panganiban. Der Hafen befindet sich ca. 5 km vom Ortszentrum entfernt und ist von der Hauptstadt Daet in etwa einer Stunde zu erreichen. Daneben befinden sich 13 weitere Fischereihäfen entlang der Küstenorte von Camarines Norte sowie ein Zulieferflugplatz in Bagasbas, Daet.

## Politische Gliederung
Camarines Norte ist unterteilt in 12 eigenständig verwaltete Gemeinden. Die Gemeinden wiederum sind untergliedert in insgesamt 282 Barangays (Ortsteile).
Die Provinz ist einem Kongress-Distrikt zugeordnet.

### Gemeinden
| - Basud - Capalonga - Daet (Regierungssitz) - Jose Panganiban - Labo (größte Gemeinde) - Mercedes | - Paracale - San Lorenzo Ruiz - San Vicente - Santa Elena - Talisay - Vinzons |

## Geschichte
Im Jahre 1571 wurde der spanische Konquistador Juan de Salcedo von Legazpi entsandt, um die Insel Luzon zu erkunden. Dies sollte später einen bedeutenden Einfluss auf die Geschichte von Camarines Norte haben. Nachdem die Expedition die Bewohner des heutigen Ortschaften Taytay und Cainta niedergerungen hatte, marschierte de Salcedo mit seinen Männern weiter und durchquerte die heutigen Provinzen Laguna und Tayabas. Dabei besuchte er die reichen und, wie sie von den Einheimischen aufgrund der dortigen Goldminen bezeichnet wurden‚ goldbeladenen Orte Mambulao und Paracale.
Als Francisco de Sande das Amt des Generalgouverneur von Legazpi übernahm, begann sich der Einfluss der Spanier in dieser Region zu festigen. So etablierte er eine spanische Garnison in Naga, von wo aus das Gebiet kontrolliert und vor chinesischen und muslimischen Piraten geschützt werden konnte.
Die Orte Indan und Daet waren, neben Mambulao, Capalonga und Paracale, zu dieser Zeit bereits existierende und florierende einheimische Ansiedlungen. Paracale war aufgrund seiner Goldminen hingegen die gefragteste und blühendste Ortschaft dieser Gegend.
Das Gebiet war vorwiegend von Angehörigen der Volksgruppe der Tagalog bewohnt, während die restlichen hier lebenden Einwohner der Gruppe der Visayan angehörten. Von den eingewanderten Völkern überwiegen die Migranten aus Mauban, Provinz Quezon.
Die ursprüngliche Provinz Bicol wurde im Jahre 1573 zur Zeit Juan de Salcedos eingerichtet. Aus ihr heraus entstand 1636 die Provinz Camarines, die um 1829 in die beiden Provinzen Camarines Norte und Camarines Sur geteilt wurde. Für eine kurze Zeit von 1854 bis 1857 wurden beide wieder zu der Provinz Ambos Camarines (Ambos ist das spanische Wort für "beide") zusammengeführt, nach drei Jahren jedoch erneut getrennt. 1893 kam es zu einem wiederholten Zusammenschluss unter der Bezeichnung Ambos Camarines, der im Jahre 1919 jedoch endgültig aufgehoben wurde. Am 3. März 1919 wurde letztendlich durch General F. B. Harrison und der Philippinischen Legislatur mit dem Gesetz Nr. 2809 die Gründung der Provinz Camarines Norte beschlossen. Die Provinz bestand aus den heutigen 12 Orten Basud, Capalonga, Daet, Jose Panganiban, Labo, Mercedes, Paracale, San Lorenzo Ruiz, San Vicente, Santa Elena, Talisay und Vinzons.

## Klima
Camarines Norte gehört der zweiten Klimakategorie an, die sich dadurch auszeichnet, dass keine ausgeprägte Jahreszeit vorherrscht. Die Zeit zwischen Oktober und Januar ist hingegen von stärkeren Regenfällen vorwiegend entlang und nahe der östlichen Küste geprägt, während der nördliche Teil durch die Gebirgszüge davon verschont bleibt. Das Gebiet von Camarines Norte zieht sich entlang des Haupttaifungürtels, wodurch die Provinz zwischen August und Oktober oftmals von starken Stürmen heimgesucht wird, wobei bereits seit April Taifune die Bicol-Halbinsel treffen können.
Die durchschnittliche Niederschlagsmenge lag im Jahr 2000 bei 389,58 mm. Im Mittel wurde hier eine Temperatur von 27,3 °C ermittelt. Die kühlsten Monate sind der Januar und der Februar, der wärmste ist der Mai.

## Sehenswürdigkeiten
- Bagasbas Beach
- Mangcamagong Beach
- Die Mercedes-Inselgruppe
- Der Mampurog River
- Die Mananap-Fälle
- Die Imee-Irene-Zwillingsfälle
- Die Canton-Höhle
- Das Apuao Grande Island Resort
- Calalanay Island Beach
- Die Katholische Kirche von Vinzons
- Ältestes Jose-Rizal-Monument